# Campiglossa vaga
Campiglossa vaga är en tvåvingeart som beskrevs av Hardy och Drew 1996. Campiglossa vaga ingår i släktet Campiglossa och familjen borrflugor. Inga underarter finns listade.